# Sjöfolken
Sjöfolken var de folkslag som under sena bronsålderskollapsen ska ha orsakat förödelse och omvälvning i det östra Medelhavsområdet. 
Den främsta beskrivningen av sjöfolken finns i fornegyptiska texter och avbildningar. Det finns en rad olika teorier om sjöfolkens ursprung och senare bosättning. Teorin om sjöfolken lanserades 1855 av egyptologen Emmanuel de Rougé i has bok Note on Some Hieroglyphic Texts Recently Published by Mr. Greene. Forskningen har efter 1990 tonat ner sjöfolkens inverkan på de sena bronsålderssamhällenas sammanbrott.

## Sjöfolken i östra Medelhavsområdet
Följande områden är de som i första hand förknippas med sjöfolkens framfart. Spekulativa teorier finns om att de även seglade till det västra Medelhavsområdet och där bosatte sig på Sardinien, Sicilien och i Italien som etruskerna. En koppling till etruskerna återfinns även i en teori lanserad av professor Kristian Kristiansen vid Göteborgs universitet, institutionen för historiska studier. Kristian Kristiansen har framkastat att Poslätten i norra Italien är det område från vilket sjöfolken ursprungligen utvandrade. Kulturen hos etruskerna skall enligt denna teori då ses som framväxt av utbytet mellan detta område och östra Medelhavsområdet och ej av en invandring.

### Egypten
Sjöfolken kallades Haunebu av egyptierna och är ett gemensamt namn för de olika stammar som försökte invadera Egypten under Ramses III:s regeringstid på 1100-talet f.Kr. I "Harris 1-papyrusen" och på tempelväggarna i hans gravtempel i Medinet Habu i Thebe finns en skildring av hur sjöfolken besegras både till lands och till sjöss. De olika stammarna är listade som: Denyen, ekwesh, lukka, peleset, shekelesh, teresh, tjekker och weshesh. De sistnämnda var möjligen samma stam som meshwesh som med all sannolikhet var libyer. Vissa av stammarna är kända från andra, tidigare, egyptiska källor. Ett angrepp mot Egypten av sjöfolk och libyer hade genomförts några generationer tidigare när farao Merneptah regerade.

### Anatolien
Hettiterriket gick under vid samma tid som sjöfolkens angrepp mot Egypten. Egyptiska texter lägger skulden för detta hos sjöfolken. Ett sjöslag mellan hettiterna och sjöfolken stod faktiskt utanför Cypern, varefter sjöfolken anföll den hettitiska vasallstaten Ugarit vid syriska kusten.

### Egeiska övärlden
De egyptiska texterna beskriver hur sjöfolken bodde på "sina öar i havet", vilket troligen betecknar den egeiska övärlden. Ett av sjöfolken, ekwesh, har man föreslagit var de homeriska akajerna. De skulle då även ha varit ansvariga för förstörelsen av Troja. I det egeiska området låg vid slutet av bronsåldern de mykenska grekiska staterna, som även de förstördes vid samma tid.

### Palestina
Sjöfolkens invasion och bosättning i Palestina har dragit till sig stort intresse av nutida bibelforskare. Det hävdas att ett av sjöfolken (peleset) blev de senare filistéerna, och även att vissa av de bibliska Israels stammar (bl.a. denyen identifierad som Dans stam) ursprungligen tillhörde sjöfolken.

## Ifrågasättande av sjöfolkens betydelse
Sedan omkring 1990 har forskare börjat ifrågasätta den stora betydelse som man tidigare tillskrivit sjöfolken. De kan knappast ha varit ansvariga för all förödelse och alla rikens nedgång vid slutet av bronsåldern. Det är högst osäkert om sjöfolken verkligen invaderade det inre av Anatolien där den hettitiska huvudstaden låg. Staden Ugarits undergång tillskrivs vanligen sjöfolken, men kan lika gärna ha orsakats av ett lokalt uppror eller en jordbävning som drabbade området vid denna tid. Egentligen finns det bara en oomstridd beskrivning av sjöfolken som en samlad styrka, och det är beskrivningen av Ramses III:s seger över sjöfolken. Egyptierna framställde gärna sina fiender som ett större hot än de egentligen var. Deras egen seger över fienderna framstod då som mer betydelsefull.[källa behövs]